# Ludwig Huber (Politiker, 1928)
Ludwig Huber (* 29. Dezember 1928 in München; † 14. Juni 2003 ebenda) war ein deutscher Jurist und Politiker der CSU.

## Leben
Huber, Sohn des Ingenieurs Franz Huber (1882–1964) und dessen Ehefrau Barbara geborene Eberth (1892–1963)
, wurde 1946 im Alter von 18 Jahren Vorsitzender des Bezirksverbands Oberbayern der Jungen Union und übte dieses Amt bis 1959 aus. Er studierte nach dem Abitur 1947 von 1948 bis 1951 Rechtswissenschaften und Volkswirtschaft in München. 1948/49 war er stellvertretender Vorsitzender der Münchener CSU.

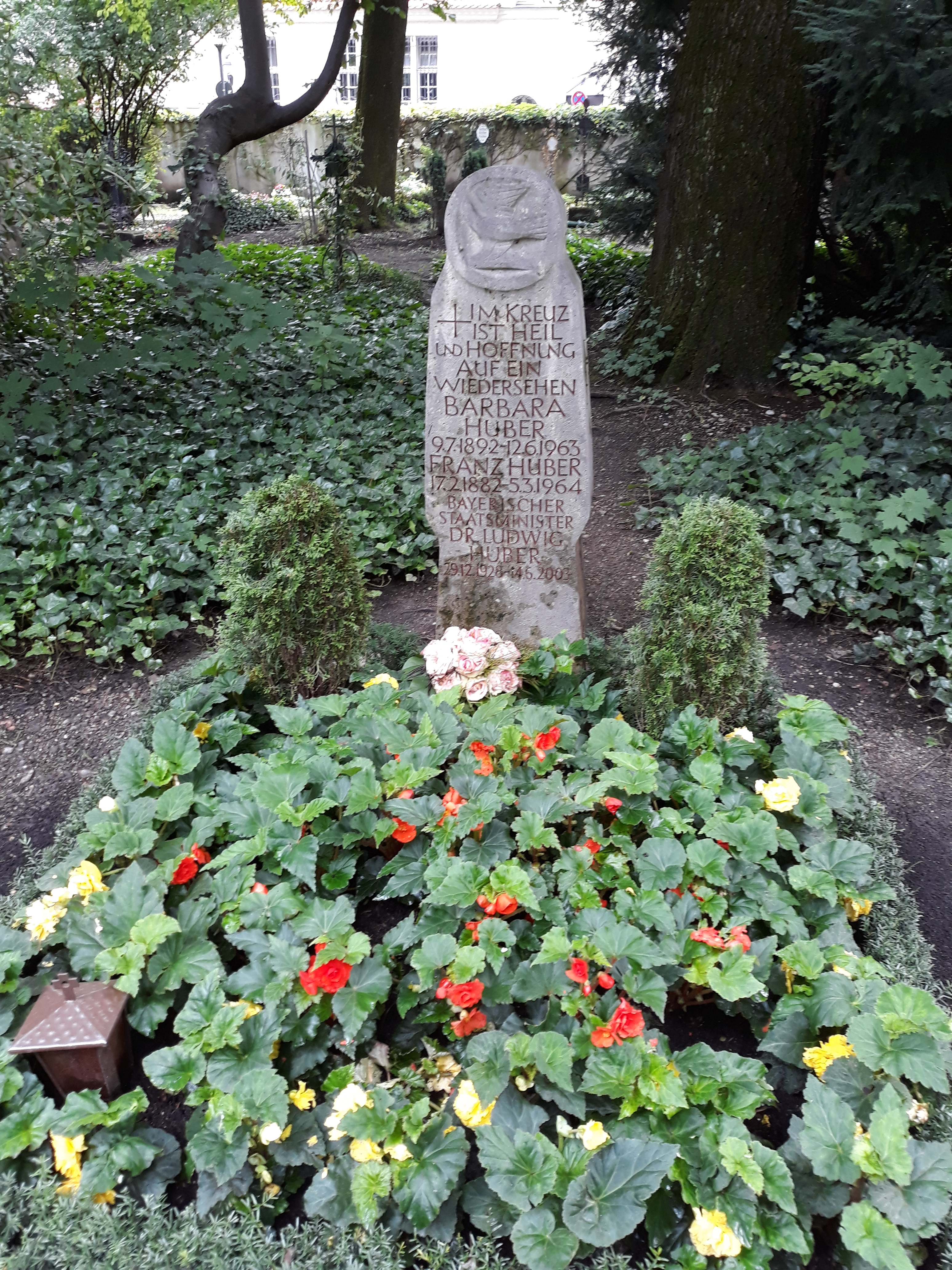
Das Grab von Ludwig Huber und seiner Eltern auf dem Bogenhausener Friedhof in München.

1953 bis 1955 war er Sachbearbeiter in der Bayerischen Staatskanzlei, danach Gerichtsassessor. Von 1958 bis 1962 amtierte Huber als Staatsanwalt. 1959 wurde er mit der Dissertationsschrift Die Zwangsvollstreckung in das Anwartschaftsrecht des Vorbehaltskäufers promoviert.
Seit 1958 war er Mitglied des Bayerischen Landtags und seit 1959 Mitglied des CSU-Landesvorstandes. Von Dezember 1962 bis März 1972 hatte Huber den CSU-Fraktionsvorsitz inne, zudem war er von 1963 bis 1970 einer der stellvertretenden CSU-Vorsitzenden.
Im Oktober 1964 wurde Huber als Staatsminister für Unterricht und Kultus ins Kabinett Goppel I berufen, nachdem Theodor Maunz zurückgetreten war. Auch im Kabinett Goppel II hatte er dieses Amt inne.  Im Kabinett Goppel III wurde er im Februar 1972 zum Finanzminister berufen. Er war im Kabinett Goppel IV von 1974 bis zum 26. Mai 1977 Stellvertreter des Bayerischen Ministerpräsidenten.
1977 schied er aus dem Landtag aus.
Von 1977 bis 1988 war Huber Präsident der Bayerischen Landesbank. Er trat im Zuge der Wienerwald-Affäre zurück wegen seiner privaten und geschäftlichen Verbindungen zur Wienerwald-Erwerberin Renate Thyssen.
Kritisiert wurde die unübliche Ämterhäufung (Fraktionsvorsitz und Ministeramt), die Huber acht Jahre behaupten konnte. Als Kultusminister stand er im Zentrum von Angriffen der Studentenbewegung von 1968. Unter dem Druck eines Volksbegehrens schaffte er die Bekenntnisschule ab.
Huber war seit 1953 mit Waltraud Nothhaft verheiratet. Aus der Ehe gingen die Söhne Alexander und Wolfgang hervor.

## Auszeichnungen
- 1964: Bayerischer Verdienstorden
- 1967: Verdienstkreuz am Bande
- 1969: Großes Bundesverdienstkreuz (1969) mit Stern (1974) und Schulterband (1978)[6]
- 1983: Großes Goldenes Ehrenzeichen mit Stern der Republik Österreich
- 1986: Großoffizierskreuz des Verdienstordens des Großherzogtums Luxemburg
- 1986: Großkreuz des Päpstlichen Silvesterordens
- 1992: Ehrendoktor der Technischen Universität München[7]
- Goldener Ehrenring des Landkreises Traunstein